# Ryoichi Fukushige
Ryoichi Fukushige (Wakayama, 30 januari 1971) is een voormalig Japans voetballer.

## Carrière
Ryoichi Fukushige speelde tussen 1993 en 1998 voor Kyoto Purple Sanga en Otsuka Pharmaceutical.

## Statistieken
| Japan   | Japan                 | Japan           | League | League | Emperor's Cup | Emperor's Cup | J-League Cup | J-League Cup | Totaal | Totaal |
| Seizoen | Club                  | League          | Wed.   | Goals  | Wed.          | Goals         | Wed.         | Goals        | Wed.   | Goals  |
| ------- | --------------------- | --------------- | ------ | ------ | ------------- | ------------- | ------------ | ------------ | ------ | ------ |
| 1993    | Kyoto Purple Sanga    | Football League | 10     | 0      | 0             | 0             | -            | -            | 10     | 0      |
| 1994    | Kyoto Purple Sanga    | Football League | 6      | 0      | 3             | 1             | -            | -            | 9      | 1      |
| 1995    | Kyoto Purple Sanga    | Football League | 22     | 3      | 1             | 0             | -            | -            | 23     | 3      |
| 1996    | Kyoto Purple Sanga    | J. League 1     | 2      | 0      | 0             | 0             | 0            | 0            | 2      | 0      |
| 1997    | Otsuka Pharmaceutical | Football League | 26     | 1      | 2             | 0             | -            | -            | 28     | 1      |
| 1998    | Otsuka Pharmaceutical | Football League | 29     | 1      | 3             | 0             | -            | -            | 32     | 1      |
| Totaal  | Totaal                | Totaal          | 95     | 5      | 9             | 1             | 0            | 0            | 104    | 6      |